# Екорегіони Центральноафриканської Республіки
Екорегіони Центральноафриканської Республіки — список екорегіонів Центральноафриканської Республіки, за даними Всесвітнього фонду природи (WWF) .

## Наземні екорегіони

### Тропічні і субтропічні вологі широколистяні ліси
- Гірські ліси Albertine Rift
- Атлантичні екваторіальні прибережні ліси
- Центрально-конголезькі низинні ліси
- Східні конголезькі болотяні ліси
- Північно-східні конголезькі низинні ліси
- Північно-західні конголезькі низинні ліси
- Західні конголезькі болотяні ліси

### Тропічні і субтропічні злаковники, савани і чагарники
- Східна суданська савана
- Північна конголезька мозаїка ліс-савана
- Сахельська акацієва савана

## Прісноводні екорегіони

### Конго
- Санга[en]
- Суданське Конго (Оубангі)

### Ніло-Судан
- Водозбір озера Чад